# Antonio Feliciani
Antonio Feliciani, OFM (chinesisch 裴神父 oder chinesisch 傅安當; * 4. Oktober 1804 in Marano; † 17. März 1866 in Tung-erh-kow, Shanxi) war ein italienischer Priester.
1823 trat er bei den Franziskaner Minoriten ein. 1833 wurde er nach Macau gesandt, um den Prokurator zu unterstützen. Danach wirkte er als Missionar nach Shanxi, China. 1838 wurde er nach Macau zurückgerufen, um dort ein Seminar für Shanxi aufzubauen.
Im März 1842 wurde er mit weiteren Priestern sowie Seminaristen aus Macau auswiesen. Unter Leitung von Theodor Joset bauten sie in Hongkong eine christliche Gemeinschaft auf. Nach dem Tod von Joset im August 1842 ernannte der Heilige Stuhl Feliciani am 19. März 1843 zum Apostolischen Pro-Präfekten von Hongkong.
Auf seine wiederholte Bitte hin wurde er im Oktober 1847 vom Heiligen Stuhl entpflichtet und er konnte die Verantwortung an Bischof Théodore-Augustin Forcade, den Apostolischen Vikar von Japan, abgeben. Als Bischof Forcade im September 1849 zurücktrat, wurde Feliciani am 24. August 1850 wieder zum Apostolischen Präfekten von Hongkong ernannt.
Dieses Mal hatte er das Amt fünf Jahre inne und trat am 20. Juni erneut zurück. Im Oktober 1856 verließ er Hongkong und wirkte zunächst in Shandong. 1859 ging er nach Shanxi und wurde dort Generalvikar und Regens.